# Савьон
Савьон (ивр. סביון‎) — местный совет в Центральном округе Израиля.
Расположен примерно в 10 км к востоку от центра Тель-Авива, на прибрежной равнине, на высоте 57 м над уровнем моря. Площадь совета составляет 3,746 км².

## Население
По данным Центрального статистического бюро Израиля, население на начало 2020 года составляло 4 036 человек.
Динамика численности населения по годам:
| 1961 | 1972 | 1983 | 1995 | 2005 | 2006 | 2009 | 2012 |
| ---- | ---- | ---- | ---- | ---- | ---- | ---- | ---- |
| 455  | 1861 | 2345 | 2450 | 3256 | 3313 | 3004 | 3343 |